# Conne-de-Labarde
Conne-de-Labarde település Franciaországban, Dordogne megyében. Lakosainak száma 255 fő (2022. január 1.). Conne-de-Labarde Saint-Nexans, Saint-Aubin-de-Lanquais, Bouniagues, Colombier és Saint-Cernin-de-Labarde községekkel határos.

## Népesség
A település népességének változása:
| Lakosok száma | 190  | 141  | 191  | 215  | 238  | 243  | 246  | 258  | 268  | 255  |
|               | 1968 | 1982 | 1990 | 2006 | 2013 | 2015 | 2017 | 2019 | 2020 | 2022 |